# Чок-Майдан
Чок-Майда́н (рум. Cioc-Maidan) — село Комратського округу Гагаузії Молдови, утворює окрему комуну.
Населення утворюють в основному гагаузи — 3657 осіб, живуть також молдовани — 149, росіяни — 45, українці — 33, цигани — 16, болгари  — 14.